# Maria Licciardi
Maria Licciardi (Napoli, 24 marzo 1951) è una mafiosa italiana affiliata alla camorra, che fu reggente del clan Licciardi nonché una dei capi dell'Alleanza di Secondigliano.
Fu tra i più potenti boss di camorra nella città di Napoli dal 1993 fino al suo primo arresto, nel 2001. In seguito al suo rilascio, riprese l'attività criminale sotto traccia, con un ruolo meno definito.
Fu nuovamente arrestata il 7 agosto 2021, all'aeroporto di Ciampino.
All'apice della carriera criminale Licciardi era soprannominata La Madrina dai suoi sottoposti, ma anche 'a Piccerella ("la Piccolina" in napoletano) a causa della ridotta statura. Tra le donne di camorra era rispettosamente chiamata La Principessa, per via della reputazione e posizione raggiunte.
Attualmente si trova detenuta nella casa circondariale dell'Aquila, e sottoposta al regime previsto dall'Articolo 41-bis dell'ordinamento penitenziario italiano.

## Eredità camorristica
Licciardi nacque e crebbe nel quartiere napoletano di Secondigliano, tradizionale roccaforte del clan Licciardi. Tutti i membri della sua famiglia erano affiliati alla camorra: suo padre era stato un noto boss locale, uno dei suoi fratelli, Gennaro Licciardi detto "'a Scigna" (la scimmia) divenne a sua volta un boss molto potente che coadiuvato dai fratelli Pietro ("Pierino") e Vincenzo ("'o chiatto", il tarchiato) col tempo raggiunse il vertice del clan e divenne membro fondatore dell'Alleanza di Secondigliano, una coalizione fra potenti clan camorristici che controllavano il traffico di droga e il racket delle estorsioni in molti quartieri di Napoli. Gennaro morì il 3 agosto 1994 di sepsi mentre era detenuto nel carcere di Voghera.
Anche il marito di Maria, Antonio Teghemié, era camorrista.

## A capo del clan
Maria salì al potere e subentrò alla guida del clan dopo che i suoi due fratelli Pietro e Vincenzo e suo marito Antonio furono arrestati. È stata la prima donna a ricoprire un ruolo di vertice nel clan Licciardi e a prendere il comando dell'Alleanza di Secondigliano.
Il 3 agosto 1994 morì Gennaro Licciardi e, come sempre in casi analoghi, il conseguente vuoto di potere innescò rapidi sconvolgimenti di fronte nella malavita locale accompagnati da sanguinosi tentativi di occupare la posizione vacante da parte di più membri di altri clan, ma Maria Licciardi riuscì a mantenere salda la posizione di predominio della propria famiglia.
Mise insieme una fragile coalizione informale di venti clan camorristici con l'obbiettivo di espandere il controllo dei racket più redditizi della città, dal contrabbando di droga e sigarette all'estorsione del pizzo e infine alla prostituzione. Ebbe anche un ruolo chiave nell'espansione del mercato del traffico di droga della città. Sotto la sua guida l'Alleanza di Secondigliano divenne più organizzata, riservata, sofisticata e di conseguenza più potente.
Licciardi introdusse molti cambiamenti rivoluzionari all'interno del clan: innanzitutto l'inedita scelta di estendere le attività del clan anche allo sfruttamento della prostituzione, scelta sempre scartata precedentemente (atteggiamento ampiamente condiviso da tutte le quattro grandi mafie italiane, notoriamente riluttanti a impiegarsi nel business della prostituzione).
Maria Licciardi ruppe questo "tabù" della malavita organizzata: la camorra strinse affari con la mafia albanese al fine di procurarsi ragazze da avviare alla prostituzione, pagandole circa 2.000 euro l'una. 
La strategia dei trafficanti albanesi era sempre la stessa: le giovani donne venivano blandite con la promessa di un lavoro in regola in Italia, che permettesse loro di riscattarsi dalla povertà dei paesi di provenienza. Ma una volta giunte in Italia venivano rapidamente ridotte in schiavitù, consegnate agli uomini di camorra e da questi avviate alla prostituzione. Molte di queste ragazze erano minorenni, spesso spinte al consumo di droga fino alla dipendenza, per inibirne la fuga o la tentazione di collaborare con la giustizia in caso di arresto. Quest'ultima violenza incrementava ulteriormente i guadagni dei clan dal momento che non di rado le ragazze spendevano gran parte degli introiti che gli sfruttatori concedevano loro per acquistare gli stupefacenti ormai necessari.
Infine venivano fatte sparire quando troppo "vecchie" o malconce per continuare a prostituirsi.

## Personalità
A differenza di molti uomini di camorra, Maria Licciardi evitava accuratamente lo sfoggio e le luci della ribalta, e inizialmente le autorità non sospettavano nemmeno un suo qualsiasi coinvolgimento negli affari del clan.
Anni dopo, quando invece il suo ruolo divenne di pubblico dominio, un collaboratore di giustizia la definì come una donna che irradiava un carisma d'acciaio. Secondo fonti della polizia era apprezzata per il senso pratico, il fascino e l'eccezionale intelligenza, ma era anche nota per essere spietata almeno quanto i colleghi maschi. Adottava un approccio freddo e calcolatore nelle sue imprese criminali, ispirandosi a Rosetta Cutolo, sorella di Raffaele Cutolo, capo della Nuova Camorra Organizzata.
Sotto la sua reggenza il clan Licciardi non tardò a guadagnarsi una diffusa (e spendibile) benevolenza tra la popolazione locale rinnovando l'antico costume dei malavitosi di prodursi in occasionali opere di beneficenza per i bisognosi dei quartieri più disagiati. Inoltre a Secondigliano dove la previdenza sociale era del tutto insufficiente, a fronte di un tasso di disoccupazione endemico il clan rappresentava per il popolosissimo quartiere una continua domanda di manovalanza ben retribuita.
Interrogato in tribunale sul ruolo di Maria Licciardi e delle donne nell'Alleanza di Secondigliano, il pentito Gaetano Guida rispose:
Lucia Licciardi, nessuna parentela con Maria, fu l'unica giornalista ad avere accesso alla sua cerchia più ristretta. In un'intervista descrisse lo stile manageriale di Maria Licciardi come segue: "Si comporta proprio come il manager di una multinazionale. Cerca sempre una soluzione che abbia la minor probabilità di attirare l'attenzione della polizia e di creare divisioni all'interno del clan". Sempre a proposito di Maria Licciardi il giudice Luigi Bobbio affermò che: "Nel momento in cui una donna si fa carico dell'organizzazione paradossalmente assistiamo ad un abbassamento del livello di coinvolgimento emotivo e ad un migliore svolgimento delle attività del gruppo".

## Corruzione di pentiti
Maria Licciardi avviò più iniziative per limitare al massimo le testimonianze di eventuali pentiti per proteggere il clan. Ad esempio la polizia italiana scoprì che il collaboratore di giustizia Costantino Saropochi, dopo aver abbandonato il luogo protetto messogli a disposizione dalle autorità (misura prevista per mettere i pentiti al riparo dalle ritorsioni dei clan), incontrò Licciardi per chiedere soldi in cambio di una ritrattazione completa delle dichiarazioni sulle attività del clan fatte alla polizia. L'Alleanza di Secondigliano era divisa, a proposito di questa scomoda e inedita situazione: alcuni volevano pagarlo e lasciarlo libero, altri volevano pagarlo per poi attendere che si ricongiungesse alla famiglia (la cui ubicazione era ignota) e sterminarli tutti.
Di fatto nel gennaio 1998 Maria Licciardi fu fermata in auto a un normale controllo della polizia stradale in compagnia della sorella Assunta e della cognata, in possesso di circa 300 milioni di lire (circa 150.000 euro) che i PM ritennero essere il presunto pagamento previsto per Saropochi. Licciardi si rifiutò di rivelare provenienza e destinazione del denaro e si diede alla latitanza non appena i suoi avvocati ne ottennero il rilascio.

## Caduta
La reggenza di Maria Licciardi trascorse senza intoppi per molti anni, fino al giorno in cui sorse un banale disaccordo all'interno dell'Alleanza circa una partita di eroina pura, non raffinata.
Nella primavera del 1999 era infatti arrivato da Istanbul un grosso carico di eroina destinato alle piazze di spaccio di Napoli. Licciardi decretò che il carico, così com'era, non avrebbe dovuto essere messo in commercio, poiché si trattava di eroina troppo pura e forte per il consumatore medio e quindi potenzialmente letale, con il rischio di un grave danno per l'economia dell'alleanza (ogni morto di overdose era un cliente in meno, oltre che una sgradita pubblicità agli affari del clan). Tuttavia il clan Lo Russo, i cui uomini avevano sempre mal sopportato la sua reggenza, si oppose, tirò dritto e confezionò le bustine con le dosi di eroina per la consueta vendita per strada.
I fatti diedero ragione a Licciardi: la partita di eroina grezza provocò un'ecatombe fra i tossicodipendenti in tutta Napoli, undici dei quali morirono nel solo aprile 1999. L'indignazione pubblica indusse la polizia a massicce repressioni delle attività dei clan camorristici. Molti camorristi furono arrestati e successivamente condannati.
In seguito a questo grave e imbarazzante passo falso il clan Lo Russo si sfilò dall'Alleanza portando alla disintegrazione della stessa e a una sanguinosa guerra tra bande, il cui livello di violenza decollò fino a includere l'uso di autobombe e persino bazooka. I clan iniziarono a combattere per il territorio tentando reciprocamente di sabotare o sottrarre le piazze di spaccio o i giri estorsivi degli altri clan. Quando quattro membri del suo clan furono assassinati nella sua roccaforte di Secondigliano Licciardi decise di vendicare l'affronto mobilitando tutta la manovalanza armata per un contrattacco a tutto campo.
Le micidiali guerre tra bande che seguirono provocarono quasi centoventi morti a Napoli e nelle aree limitrofe. Fu in questo periodo, e proprio a causa di questa impressionante escalation di violenze, che gli investigatori vennero a conoscenza dello spessore criminale di Maria Licciardi.

## Latitanza
Licciardi fu inserita nella lista dei "30 italiani più ricercati", e si diede definitivamente alla macchia. Grazie a una sofisticata rete di protezione messa in piedi dal suo clan riuscì a sottrarsi alla cattura per due anni e, pur avendo cambiato più volte rifugio, non lasciò mai la contrada Masseria Cardone. Seppur "invisibile" continuò la sua attività di capo indiscusso del clan Licciardi, commissionando sistematicamente l'eliminazione di affiliati a clan rivali. Avviò una guerra con il clan Giuliano di Forcella a sua volta retto da una donna, Erminia Giuliano, la quale aveva assunto il comando in seguito alla cattura del fratello Luigi.
Quando il procuratore generale Luigi Bobbio iniziò a perseguire e lentamente smantellare con successo il suo clan, Licciardi capì che il cerchio attorno a lei si stava stringendo. Nel gennaio 2001 fece detonare un ordigno presso l'edificio in cui si trovavano gli uffici di Bobbio: un chiaro avvertimento di stampo mafioso il cui fine era far cessare le indagini sulle attività del suo clan e scoraggiare qualsiasi ulteriore persecuzione degli affiliati.
Bobbio proseguì le indagini. Gli fu assegnata una scorta di agenti di polizia e continuò le sue azioni penali contro la camorra, che portarono all'arresto di oltre settanta membri del clan Licciardi. Tutti rifiutarono ogni collaborazione con la giustizia e scontarono per intero la loro pena detentiva.
Le forze dell'ordine compirono innumerevoli inutili tentativi di arrivare alla cattura di Licciardi. Nell'aprile 2000 i Carabinieri arrestarono tredici uomini di spicco della camorra mentre erano impegnati in un vertice attorno a un tavolo in una cascina rurale tra i quartieri di Qualiano e Giugliano. Il gruppo stava discutendo su come reinvestire i fondi dei clan in una catena di negozi di mobili e abbigliamento per bambini. Licciardi però non era tra questi.
Il 9 giugno 2001 diverse centinaia di agenti delle forze dell'ordine armati coadiuvate da una rete di elicotteri lanciarono una massiccia operazione di ricerca e perlustrazione a Secondigliano e nei dintorni. Sulla base di una soffiata fecero irruzione in un edificio fatiscente notoriamente sfruttato come nascondiglio. Licciardi non c'era, ma la polizia scoprì la presenza di un attico sorvegliato da telecamere in cui qualcuno di irreperibile aveva fatto abusivamente collocare pavimenti in marmo, un pianoforte a coda e un'enorme vasca a idromassaggio.
I suoi ripetuti successi nell'eludere la cattura da parte della polizia spinsero i giornalisti locali a soprannominarla "La primula rossa d'Italia".

## Arresto
Il 14 giugno 2001, Licciardi fu infine arrestata dalla polizia di Napoli mentre viaggiava con una coppia (marito e moglie) a bordo di un'auto nei dintorni di Melito, vicino a Napoli. Non oppose alcuna resistenza all'arresto e venne prontamente presa in custodia. Venne tratto in arresto anche l'uomo con l'accusa di favoreggiamento, mentre la moglie fu rilasciata perché madre di un bambino.
Dopo il suo arresto gli agenti notarono che effettivamente la donna assomigliava alla famosa foto segnaletica diffusa anni prima, la cui attendibilità era dubbia.
A subentrarle fu il fratello Vincenzo Licciardi, a sua volta iscritto alla lista dei latitanti più ricercati in Italia fin dal 2004. Vincenzo Licciardi venne arrestato il 7 febbraio 2008.
Anche dal carcere Maria Licciardi continuò la sua attività di consulenza e reggenza del clan. Secondo Anna Maria Zaccaria, sociologa dell'Università di Napoli Federico II che studia il ruolo delle donne nel malaffare, le carceri italiane non rappresentano in tutto e per tutto una barriera efficace contro la camorra.

## Scarcerazione, nuova latitanza e rimessa in libertà
Nel 2009 Maria Licciardi fu rilasciata dopo otto anni di detenzione.
Il 26 giugno 2019 riuscì ancora una volta a sottrarsi a una colossale operazione anti camorra condotta da inquirenti e forze dell'ordine contro l'Alleanza di Secondigliano, diventando nuovamente latitante.
Il 12 luglio 2019 il Tribunale di Napoli annullò il provvedimento di custodia cautelare nei confronti di Licciardi condividendo le questioni di diritto sollevate dal suo legale Dario Vannetiello.
Licciardi era dunque da considerarsi una donna libera nonostante il suo noto ruolo di capo dell'Alleanza di Secondigliano, una delle più potenti organizzazioni criminali della Campania.

## Secondo arresto e condanna
In seguito a nuove prove raccolte sulla sua ripresa attività di reggente del clan il 7 agosto 2021 i carabinieri del ROS procedettero all'arresto di Licciardi all'aeroporto di Ciampino, dove stava per imbarcarsi su un volo diretto a Malaga. Agli agenti che la presero in custodia Licciardi dichiarò che l'obbiettivo del viaggio era semplicemente recarsi in visita alla figlia, residente in Spagna, ma gli inquirenti sospettano che tramite la sua rete di informatori la donna fosse venuta a conoscenza dell'arresto imminente e stesse tentando una fuga all'estero, o -in alternativa- che si stesse recando a incontrare trafficanti spagnoli al fine di intrecciare nuovi rapporti d'affari tra la Spagna e la Masseria Cardone, rione della periferia settentrionale di Napoli.
Il 15 Marzo 2023 con una sentenza del Tribunale di Napoli Licciardi fu condannata a dodici anni e otto mesi di carcere con rito abbreviato, beneficiando così dello sconto di un terzo della pena, di poco inferiore ai vent'anni.